# Domenico Gaspare Lancia di Brolo
Domenico Gaspare Lancia di Brolo (Palermo, 1º ottobre 1825 – 31 luglio 1919) è stato un arcivescovo cattolico italiano.

## Biografia
Emessa la professione religiosa nell'Ordine di San Benedetto il 7 giugno 1846, è stato ordinato presbitero il 20 agosto 1848.
Il 28 marzo 1878 papa Leone XIII lo ha nominato vescovo titolare di Filadelfia di Arabia e vescovo ausiliare di Palermo; ha ricevuto l'ordinazione episcopale nella Basilica di San Paolo fuori le mura il 28 aprile successivo dal cardinale Antonio Saverio De Luca, prefetto della Congregazione dell'Indice, coconsacranti Felix-Marie de Neckere, arcivescovo titolare di Melitene, e il vescovo Odoardo Agnelli, presidente della Pontificia accademia ecclesiastica.
Il 24 marzo 1884 lo stesso Papa lo ha promosso arcivescovo metropolita di Monreale, dove è rimasto fino alla sua morte, il 31 luglio 1919.

## Genealogia episcopale e successione apostolica
La genealogia episcopale è:
- Cardinale Scipione Rebiba
- Cardinale Giulio Antonio Santori
- Cardinale Girolamo Bernerio, O.P.
- Arcivescovo Galeazzo Sanvitale
- Cardinale Ludovico Ludovisi
- Cardinale Luigi Caetani
- Cardinale Ulderico Carpegna
- Cardinale Paluzzo Paluzzi Altieri degli Albertoni
- Papa Benedetto XIII
- Papa Benedetto XIV
- Papa Clemente XIII
- Cardinale Bernardino Giraud
- Cardinale Alessandro Mattei
- Cardinale Pietro Francesco Galleffi
- Cardinale Giacomo Filippo Fransoni
- Cardinale Antonio Saverio De Luca
- Arcivescovo Domenico Gaspare Lancia di Brolo, O.S.B.

La successione apostolica è:
- Vescovo Stefano Gerbino di Cannitello, O.S.B. (1896)